# Frustuna socken

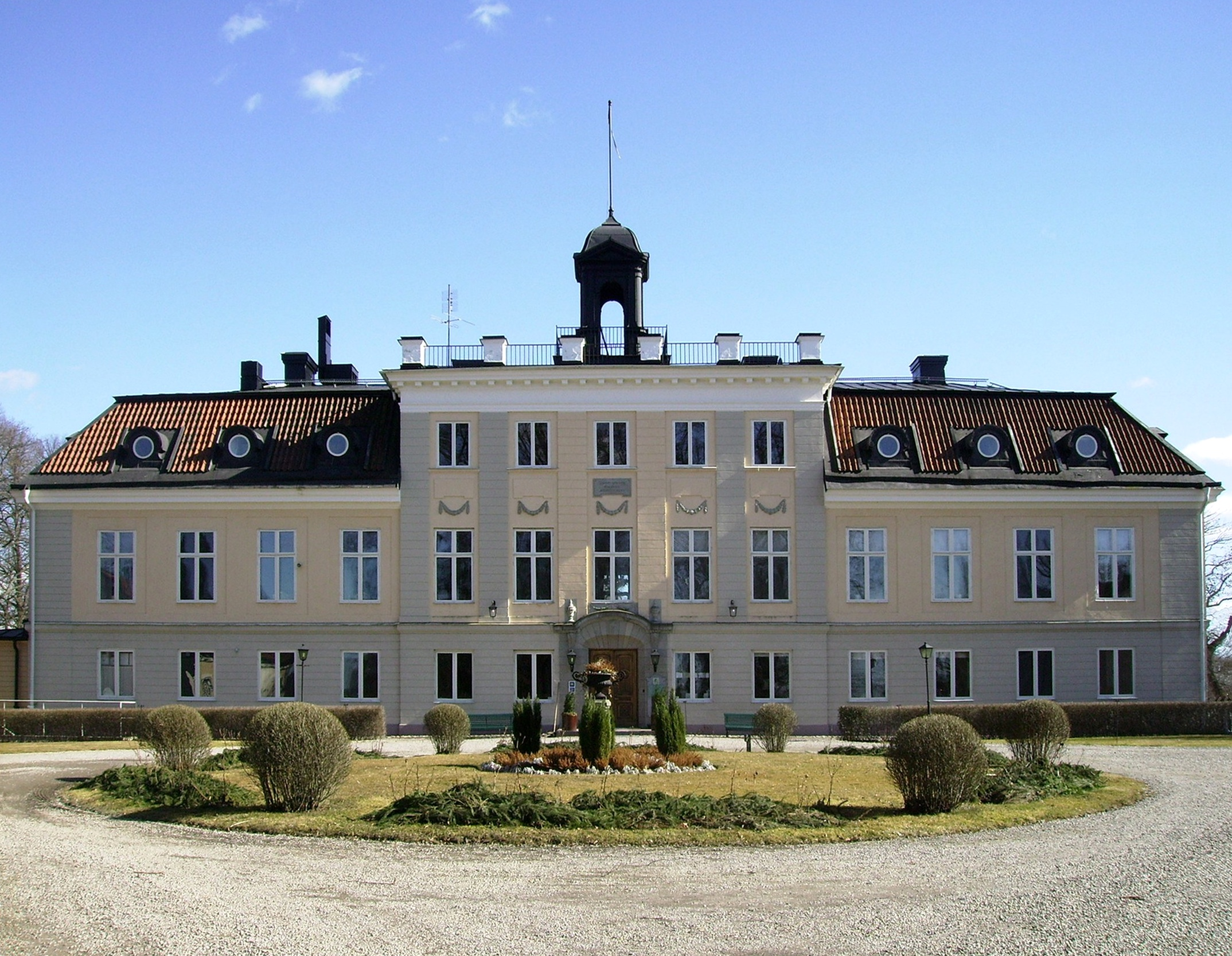
Södertuna slott

Frustuna socken i Södermanland ingick i Daga härad, uppgick 1955 i Gnesta köping och området är sedan 1992 en del av Gnesta kommun, från 2016 inom Frustuna distrikt.
Socknens areal är 105,75 kvadratkilometer, varav 91,75 land. År 1948 fanns här 2 703 invånare. Godsen Södertuna slott, Mälby och Erendal, tätorten Gnesta samt sockenkyrkan Frustuna kyrka ligger i socknen.  

## Administrativ historik
Frustuna socken förekommer i dokument första gången 1314. 
Vid kommunreformen 1862 övergick socknens ansvar för de kyrkliga frågorna till Frustuna församling och för de borgerliga frågorna till Frustuna landskommun. Landskommunen uppgick 1952 i Gnesta landskommun som 1955 ombildades till Gnesta köping som 1974 uppgick i Nyköpings kommun där denna del 1992 utbröts och överfördes till Gnesta kommun. Församlingen uppgick 1959 i Frustuna-Kattnäs församling  som i sin tur 1992 kom att uppgå i en nybildad Frustuna församling.
1 januari 2016 inrättades distriktet Frustuna, med samma omfattning som Frustuna församling hade 1999/2000 och vari detta område ingår.
Socknen har tillhört län, fögderier, tingslag och domsagor enligt vad som beskrivs i artikeln Daga härad. De indelta soldaterna tillhörde Södermanlands regemente. De indelta båtsmännen tillhörde Andra Södermanlands båtsmanskompani.

## Geografi
Frustuna socken ligger mellan sjöarna Sillen i öster, sjön Likstammen i väster och Storsjön samt Frösjön i norr. Socknen är en sjörik kuperad skogsbygd med viss odlingsbygd i norr.
I norr genomkorsas området av Västra stambanan. 
År 1927  fanns 2 386 hektar åker och 6 099 hektar skogsmark.
Säterier har funnits vid Ek, Flacksta, Hårby, Lundby, Mälby, Säby, Vackerby (Stjärnsnäs) och Vad (Södertuna). Kyrkoherdebostället ligger i Frönäs som ligger bredvik kyrkan. Till kyrkan har hört utjorden Fäboda. Enda militiebostället har viart Långlid som var boställe för förste furiren vid Nyköpings kompani av Södermanlands regemente. 16 soldattorp vid samma regemente har funnits i socknen.

### Geografisk avgränsning
Frustuna socken avgränsades i norr mot Kattnäs socken av vattendraget mellan Storsjön i väster och Frösjön i öster. Gränsen gick genom Norrtunasjön. I väster avgränsas området av Björnlunda socken och i öster av Vårdinge församling. I söder ligger Torsåkers socken.

## Fornlämningar

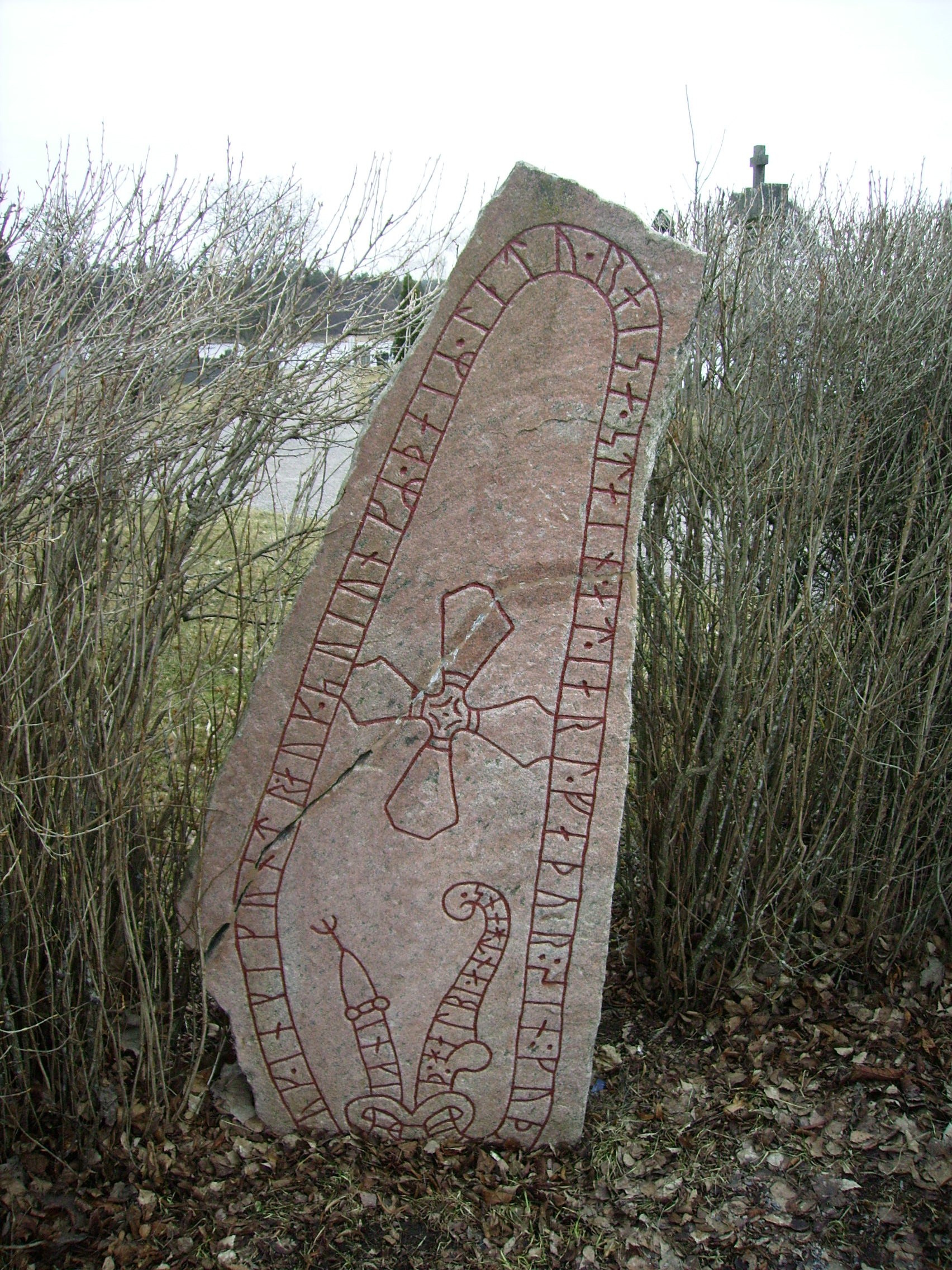
Sö 10. Runsten från 1000-talet invid grinden till Frustuna kyrkogård. Mars 2009.

Från bronsåldern finns spridda gravar samt ett antal skärvstenshögar och skålgropar. De flesta lämningarna ligger på de fler än 30 gravfält från järnåldern, vilka ligger inom sockenområdet. I området finns även ett antal fornborgar, de flesta längs sjöleden Sillen-Klämmingen. En runristning finns vid kyrkan.

## Namnet
Namnet (1314 Frøstunum) kommer från kyrkbyn. Efterleden är tuna, 'inhägnad'. Förleden är troligen bildad av gudanamnet Frej men kan också vara övertaget från sjönamnet Frösjön.